# Madrilla bagra
La madrilla bagra (Squalius valentinus) és una espècie de peix de la família dels ciprínids i de l'ordre dels cipriniformes.

Els adults poden assolir fins a 13,1 cm de longitud total. Es troba en la zona entre els rius Millars i Vinalopó al País Valencià. La seva població està minvant per sobreexplotació de l'aigua per a la irrigació, la construcció de preses i la concurrència per espècies invasores.